# Vrbovo
Vrbovo este o localitate din comuna Ilirska Bistrica, Slovenia, cu o populație de 315 locuitori.